# Свиленград (железопътна гара)
Гара Свиленград е железопътна гара в гр. Свиленград, Община Свиленград, област Хасково. 　　　

## Свързани линии
- Железопътна линия 1 (Калотина – София – Свиленград)
- Железопътна линия Павлово - Свиленград (TCDD)
- Железопътна линия Александруполис - Свиленград (Ο.Σ.Ε.)

## Сграда в близост до гарата
- Митническо бюро Свиленград, ул. Асен Илиев № 1, Свиленград 6500[1]
- Деспред спедиторско бюро, ул. Асен Илиев № 4, Свиленград 6500[2]
- Европейски път Е80

1. ↑  Контакти на митническите учреждения (PDF) //   Агенция Митници. Посетен на 2022-06-05.
2. ↑  Деспред - контакти //   Деспред.  Архивиран от оригинала на 2022-05-19. Посетен на 2022-06-05.